# Haitianisch-montenegrinische Beziehungen
Die haitianisch-montenegrinischen Beziehungen beschreiben das bilaterale Verhältnis zwischen der Republik Haiti einerseits und Montenegro andererseits.

## Geschichte und Stand
Die im Jahr 1804 von Frankreich unabhängig gewordene Republik Haiti und das 1878 vom Osmanischen Reich losgelöste und 2006 aus dem Staat Serbien und Montenegro erneut hervorgegangene Montenegro unterhalten seit 2012 diplomatische Beziehungen.
Die entsprechende gemeinsame Erklärung wurde am 17. Oktober 2012 von den Leitern der Ständigen Vertretungen beider Länder bei den Vereinten Nationen in New York unterzeichnet.
Es wurden keine diplomatischen oder konsularischen Vertretungen im jeweils anderen Land eingerichtet. Der Botschafter Haitis in Paris/Frankreich ist in Podgorica nebenakkreditiert. Haiti hatte die Unabhängigkeit Montenegros am 17. September 2012 anerkannt.
Haiti ist Mitglied der Organisation Amerikanischer Staaten (OAS), bei der Montenegro den Status eines ständigen Beobachters innehat.
Die formalisierten bilateralen Beziehungen haben weder im politischen Bereich noch in wirtschaftlicher oder kultureller Hinsicht zu vertieften gemeinsamen Aktivitäten geführt. 